# Nina Iliescu
Elena «Nina» Iliescu (nacida el 4 de marzo de 1930) es la viuda del primer presidente de Rumania, Ion Iliescu, desde que Rumania se convirtió en un país democrático tras la caída del régimen comunista el 25 de diciembre de 1989. Fue Primera Dama de Rumania de 1989 a 1996 y de nuevo de 2000 a 2004.
Nació como Elena Șerbănescu en el barrio de Crângași de Bucarest. Su padre falleció en 1945, mientras que su madre tuvo dificultades para criarla a ella y a su hermana. Conoció a su futuro esposo en 1948, cuando ambos eran estudiantes de 18 años, ella en el Colegio Nacional Iulia Hasdeu y él en el Colegio Nacional "San Sava" de Bucarest.